# Каппа Скорпиона
Каппа Скорпиона (κ Sco / κ Scorpii) — переменная звезда в созвездии Скорпиона. Удалена от Земли приблизительно на 460 световых лет и имеет видимую звёздную величину, которая колеблется от +2.41 до +2.42. Она имеет историческое название Гиртаб. Звезда приближается к солнечной системе со скоростью 14 км/с.
Имя Гиртаб также относится и к астеризму «Хвост Скорпиона», который образуется звёздами созвездия Скорпион.
Звезда является спектрально-двойной звездой. Главный компонент Каппа Скорпиона A является переменной типа β Цефея и пульсирует с периодом, в котором можно выделить 2 составляющие: 4.8 часа и 4.93 часа. Спектроскопические исследования показывают, что в системе имеется второй компонент - Каппа Скорпиона B, который вращается вокруг Каппа Скорпиона A с периодом 195 дней.

## Характеристики
Каппа Скорпиона А массивнее Солнца приблизительно в 17,3 раза, радиус в 6,6 раза превышает солнечный радиус. Светимость в 11700 раз мощнее солнечной, температура поверхности составляет около 23 400 кельвинов.
Каппа Скорпиона В в 10,8 раза массивнее Солнца, радиус в 5,6 раза больше солнечного. Звезда светит в 3550 раз мощнее Солнца, температура поверхности составляет около 18 800 кельвинов.